# Grande Prêmio da Malásia de 2003
Resultados do Grande Prêmio da Malásia de Fórmula 1 realizado no Circuito Internacional de Sepang em 23 de março de 2003. Segunda etapa da temporada, foi vencido pelo finlandês Kimi Räikkönen, da McLaren-Mercedes.

## Resumo
- Primeira vitória de Kimi Räikkönen na Fórmula 1 e também pela primeira vez que lidera o campeonato na categoria.[3]
- Última vitória da Finlândia na categoria foi de Mika Häkkinen no Grande Prêmio dos Estados Unidos de 2001.
- Primeira pole (de um piloto da Espanha) e pódio na carreira de Fernando Alonso.
- 18ª dobradinha com os dois carros da Renault largando na primeira fila.
- Mesmo pontuando, foi a segunda prova consecutiva que Michael Schumacher não subiu ao pódio. A última vez que isso aconteceu com o alemão foi no Grande Prêmio da Itália de 1997 e no Grande Prêmio da Áustria de 1997, ambas as provas ele terminou em 6º lugar.

## Classificação

### Treinos oficiais
| Pos.   | Nº | Piloto                | Equipe           | Q1        | Q2       | Dif.    |
| ------ | -- | --------------------- | ---------------- | --------- | -------- | ------- |
| 1      | 8  | Fernando Alonso       | Renault          | 1:36.693  | 1:37.044 |         |
| 2      | 7  | Jarno Trulli          | Renault          | 1:36.301  | 1:37.217 | + 0.173 |
| 3      | 1  | Michael Schumacher    | Ferrari          | 1:34.980  | 1:37.393 | + 0.349 |
| 4      | 5  | David Coulthard       | McLaren-Mercedes | 1:36.297  | 1:37.454 | + 0.410 |
| 5      | 2  | Rubens Barrichello    | Ferrari          | 1:35.681  | 1:37.579 | + 0.535 |
| 6      | 9  | Nick Heidfeld         | Sauber-Petronas  | 1:36.407  | 1:37.766 | + 0.722 |
| 7      | 6  | Kimi Räikkönen        | McLaren-Mercedes | 1:36.038  | 1:37.858 | + 0.814 |
| 8      | 3  | Juan Pablo Montoya    | Williams-BMW     | 1:35.939  | 1:37.974 | + 0.930 |
| 9      | 17 | Jenson Button         | BAR-Honda        | 1:36.632  | 1:38.073 | + 1.029 |
| 10     | 20 | Olivier Panis         | Toyota           | 1:36.995  | 1:38.094 | + 1.050 |
| 11     | 21 | Cristiano da Matta    | Toyota           | 1:36.706  | 1:38.097 | + 1.053 |
| 12     | 16 | Jacques Villeneuve    | BAR-Honda        | 1:37.585  | 1:38.289 | + 1.245 |
| 13     | 10 | Heinz-Harald Frentzen | Sauber-Petronas  | 1:36.615  | 1:38.291 | + 1.247 |
| 14     | 11 | Giancarlo Fisichella  | Jordan-Ford      | 1:36.759  | 1:38.416 | + 1.372 |
| 15     | 15 | Antônio Pizzonia      | Jaguar-Cosworth  | sem tempo | 1:38.516 | + 1.472 |
| 16     | 14 | Mark Webber           | Jaguar-Cosworth  | 1:37.669  | 1:38.624 | + 1.580 |
| 17     | 4  | Ralf Schumacher       | Williams-BMW     | 1:36.805  | 1:38.789 | + 1.745 |
| 18     | 19 | Jos Verstappen        | Minardi-Cosworth | 1:38.904  | 1:40.417 | + 3.373 |
| 19     | 18 | Justin Wilson         | Minardi-Cosworth | 1:39.354  | 1:40.599 | + 3.555 |
| 20     | 12 | Ralph Firman          | Jordan-Ford      | 1:38.240  | 1:40.910 | + 3.866 |
| Fonte: |    |                       |                  |           |          |         |

### Corrida
| Pos.   | Nº | Piloto                | Construtor       | Voltas | Tempo/Diferença        | Grid | Pontos |
| ------ | -- | --------------------- | ---------------- | ------ | ---------------------- | ---- | ------ |
| 1      | 6  | Kimi Räikkönen        | McLaren-Mercedes | 56     | 1:32:22.195            | 7    | 10     |
| 2      | 2  | Rubens Barrichello    | Ferrari          | 56     | + 39.286               | 5    | 8      |
| 3      | 8  | Fernando Alonso       | Renault          | 56     | + 1:04.007             | 1    | 6      |
| 4      | 4  | Ralf Schumacher       | Williams-BMW     | 56     | + 1:28.026             | 17   | 5      |
| 5      | 7  | Jarno Trulli          | Renault          | 55     | + 1 volta              | 2    | 4      |
| 6      | 1  | Michael Schumacher    | Ferrari          | 55     | + 1 volta              | 3    | 3      |
| 7      | 17 | Jenson Button         | BAR-Honda        | 55     | + 1 volta              | 9    | 2      |
| 8      | 9  | Nick Heidfeld         | Sauber-Petronas  | 55     | + 1 volta              | 6    | 1      |
| 9      | 10 | Heinz-Harald Frentzen | Sauber-Petronas  | 55     | + 1 volta              | 13   |        |
| 10     | 12 | Ralph Firman          | Jordan-Ford      | 55     | + 1 volta              | 20   |        |
| 11     | 21 | Cristiano da Matta    | Toyota           | 55     | + 1 volta              | 11   |        |
| 12     | 3  | Juan Pablo Montoya    | Williams-BMW     | 53     | + 3 voltas             | 8    |        |
| 13     | 19 | Jos Verstappen        | Minardi-Cosworth | 52     | + 4 voltas             | 18   |        |
| Ret    | 15 | Antonio Pizzonia      | Jaguar-Cosworth  | 42     | Freios                 | 15   |        |
| Ret    | 18 | Justin Wilson         | Minardi-Cosworth | 41     | Fadiga                 | 19   |        |
| Ret    | 14 | Mark Webber           | Jaguar-Cosworth  | 35     | Motor                  | 16   |        |
| Ret    | 20 | Olivier Panis         | Toyota           | 12     | Pressão do combustível | 10   |        |
| Ret    | 5  | David Coulthard       | McLaren-Mercedes | 2      | Pane elétrica          | 4    |        |
| Ret    | 11 | Giancarlo Fisichella  | Jordan-Ford      | 0      | Pane elétrica          | 14   |        |
| Ret    | 16 | Jacques Villeneuve    | BAR-Honda        | 0      | Pane elétrica          | 12   |        |
| Fonte: |    |                       |                  |        |                        |      |        |

## Tabela do campeonato após a corrida
| Pos.   | Piloto             | Pontos |
| ------ | ------------------ | ------ |
| 1      | Kimi Räikkönen     | 16     |
| 2      | David Coulthard    | 10     |
| 3      | Juan Pablo Montoya | 8      |
| 4      | Rubens Barrichello | 8      |
| 5      | Fernando Alonso    | 8      |
| Fonte: |                    |        |

| Pos.   | Construtor       | Pontos |
| ------ | ---------------- | ------ |
| 1      | McLaren-Mercedes | 26     |
| 2      | Ferrari          | 16     |
| 3      | Renault          | 16     |
| 4      | Williams-BMW     | 14     |
| 5      | Sauber-Petronas  | 4      |
| Fonte: |                  |        |

- Nota: Somente as primeiras cinco posições estão listadas.